# MySims SkyHeroes
MySims SkyHeroes ist ein vehicular-combat-Spiel, das 2010 für Nintendo Wii, Nintendo DS, PlayStation 3 und Xbox 360 erschienen ist.

## Inhalt
Der Spieler beginnt als unbekannter Pilot und führt den Widerstand gegen den bösen Morcubus und seine Armee an, denn sie planen, die Skyways zu übernehmen. Der Spieler muss sich mit den Bewohnern der MySims-Welt zusammenschließen, um Morcubus und seine Chaospiraten zu besiegen.

## Spielprinzip
MySims SkyHeroes ist ein vehicular-Combat-Spiel, das eine Solo-Kampagne, Bosskämpfe, lokales Koop und Online-Mehrspielermodus bietet. Es gibt Upgrades für die Flugzeuge über einen Flugzeugeditor, der es den Spielern ermöglicht, ein Flugzeug mithilfe von Teilen wie Flügeln und Triebwerken anzupassen. Einige Upgrades sind rein dekorativ, wie z. B. Radstile, aber Flügel-, Motor- und Karosserie-Upgrades verbessern die Werte mithilfe eines Drei-Sterne-Bewertungssystems.
Zudem verfügt das Spiel Mehrspielermodi. Man kann zwischen Renn- und Kampfmodi auswählen. Im Mehrspielermodus können Benutzer, die über ein Spielprofil verfügen, ihre gespeicherten Flugzeuge und Avatare verwenden.

## Rezeption
Das Spiel erhielt laut Metacritic durchschnittliche Kritiken. IGN lobte die hochwertige Grafik der PlayStation-3- und Xbox-360-Versionen. Auch bei der Wii-Version wurde die einfache Steuerung gelobt, jedoch wurde die Handlung des Spiels und die Mangel an Missionen kritisiert. IGN sagte, dass die DS-Version seltsamerweise komplizierter sei und viel weniger Spaß mache als die Konsolenversionen.